# Ugo Ugochukwu
Ugo Ugochukwu Orlandi (Nova York, 23 de abril de 2007) é um automobilista estadunidense que atualmente compete no Campeonato de Fórmula 3 da FIA com a equipe Prema Racing. Anteriormente, ele competiu no Campeonato de Fórmula Regional Europeia com a Prema Racing. Ele venceu o Grande Prêmio de Macau de 2024, e em 2023, foi campeão do Campeonato Euro 4, terminou em terceiro no Campeonato Britânico de F4 correndo pela Carlin e foi vice-campeão no Campeonato Italiano de Fórmula 4 pela Prema.
Ele é membro do Programa de Desenvolvimento de Pilotos da McLaren.

## Biografia
Ugochukwu nasceu e se criou no distrito de Manhattan, em Nova York, e é filho da modelo nigeriana Oluchi Onweagba e do designer de moda italiano Luca Orlandi. Ele tem um irmão chamado Marco.

## Carreira

### Kart
Ugochukwu começou sua carreira no kart nos Estados Unidos, vencendo a Micro ROK Cup USA em 2014 e o Florida Winter Tour em 2015, antes de se mudar para a Itália para participar dos campeonatos europeus. Lá, ele venceu na categoria X30 Mini do IAME International Open em 2017 e na categoria Junior ROK do Challenge of the Americas em 2018. Em 2020 ele venceu no Campeonato Europeu de Karting FIA na categoria OK Junior.

### Fórmula 4

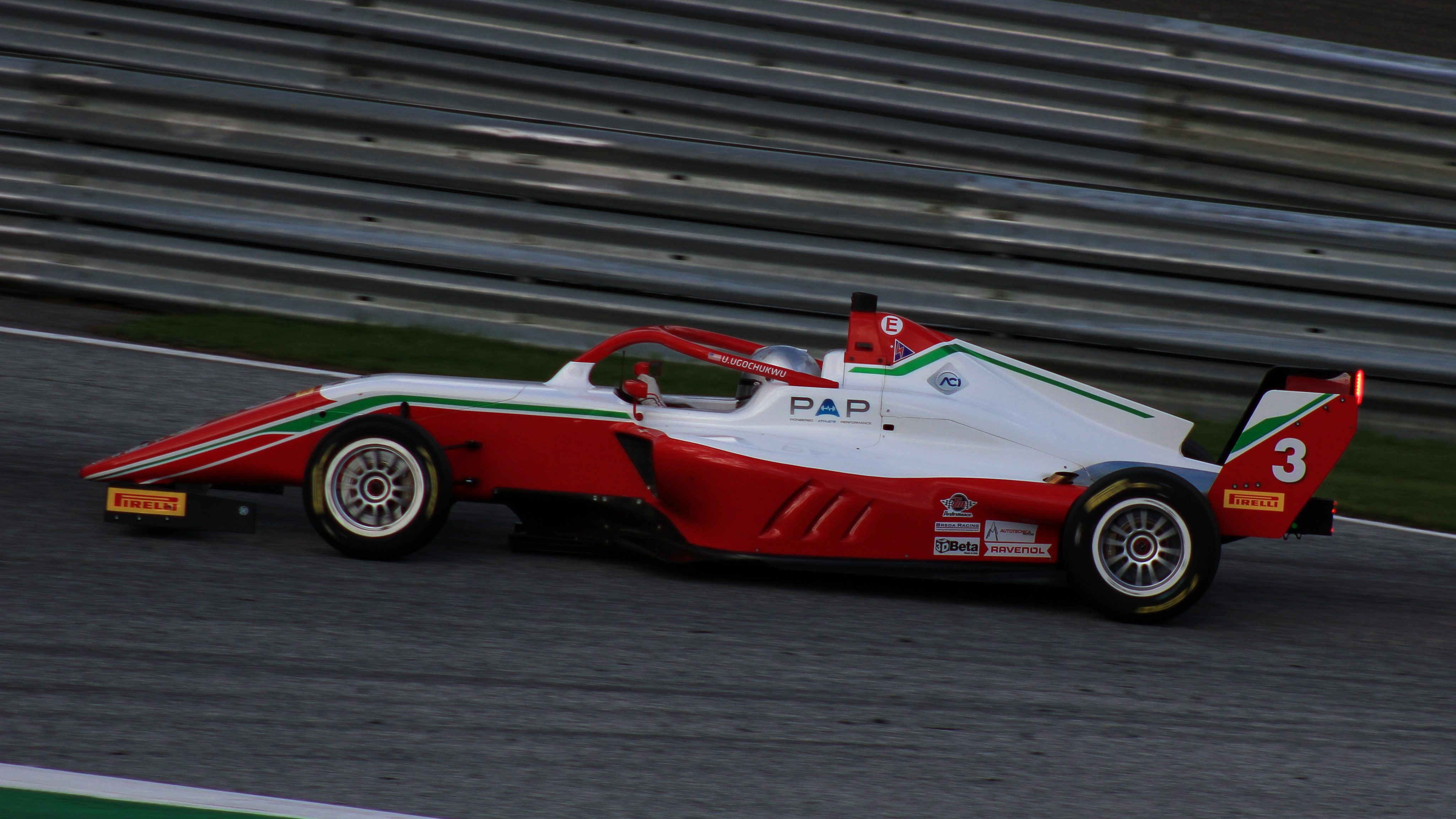
Ugochukwu pilotando no Red Bull Ring durante o Campeonato Italiano de F4 de 2022

Em 2021, Ugochukwu participou de um programa de testes de F4 com a Motopark, correndo em pistas como Estoril e Oschersleben. Em 2022, ele foi contratado para guiar pela Carlin na F4 britânica, ao lado do júnior da Williams, Oliver Gray, e do neozelandês Louis Sharp. No dia da sua primeira prova, quando Ugochukwu completou 15 anos, o que lhe permitiu ser elegível para correr na Fórmula 4, o americano conquistou sua primeira pole position. Ele não conseguiu converter isso em vitória, ficando em terceiro lugar e fazendo a volta mais rápida na corrida 1 em Donington Park. Depois, Ugochukwu venceu duas vezes em Brands Hatch e Knockhill, ficando em terceiro no campeonato, atrás de Alex Dunne e de Oliver Gray, e também se tornou campeão da Taça Rookie.
Em agosto, Ugochukwu se juntou à Prema Racing para correr em seis etapas do Campeonato Italiano de F4 e da ADAC Fórmula 4. Ele conquistou pódios nas duas categorias, mas seu melhor desempenho foi na F4 italiana, na qual ele fez pódios em 4 das 6 etapas que participou, acumulando 84 pontos e terminando em décimo.

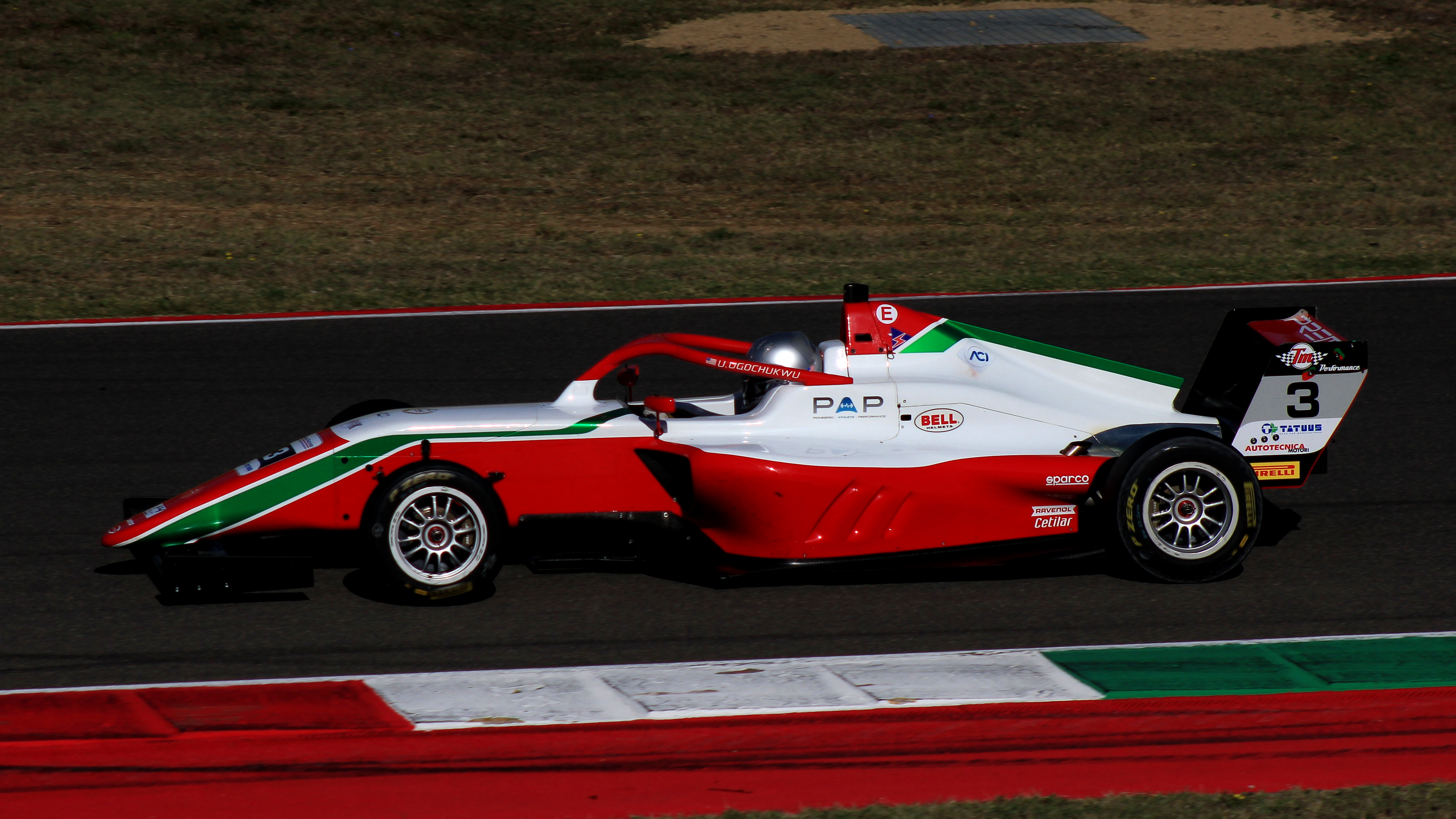
Ugochukwu pilotando no Circuito de Mugello em prova da F4 italiana de 2023

Ele permaneceu na Prema até 2023 competindo no Campeonato de Fórmula 4 dos Emirados Árabes Unidos e no Campeonato Italiano de F4. No campeonato dos EAU, ele venceu cinco vezes e se classificou em terceiro no campeonato de pilotos. Já no italiano, ele disputou o título com Kacper Sztuka até a última rodada no Circuito de Vallelunga, mas terminou com o vice. Em 2023, Ugochukwu também se tornou o primeiro campeão do novo Campeonato Euro 4.

### Fórmula Regional

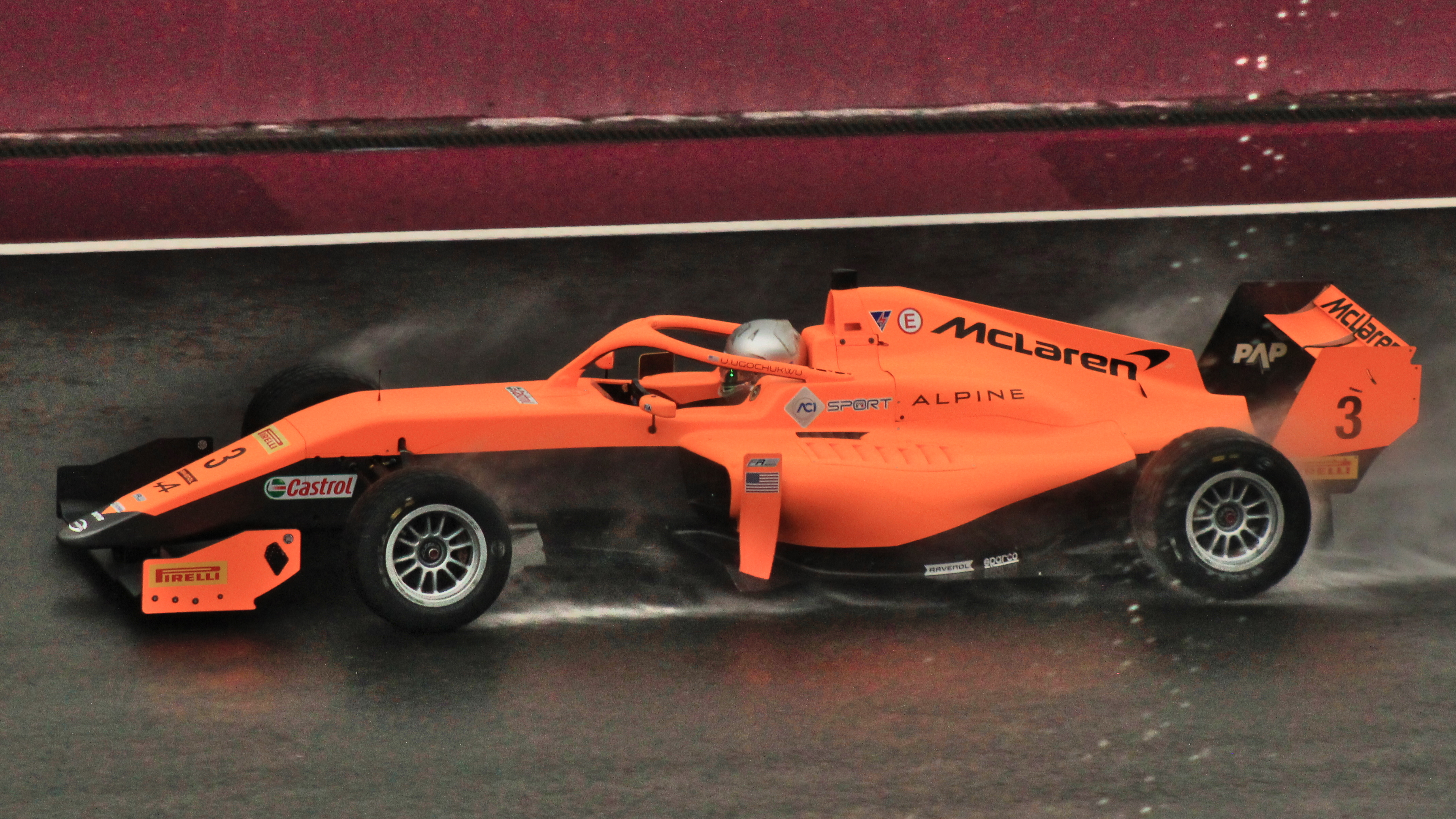
Ugochukwu pilotando em Hungaroring no campeonato da FRECA de 2024

Em 2024, Ugochukwu seguiu na Prema Racing para competir no Campeonato de Fórmula Regional Europeia. Seus companheiros de equipe eram o brasileiro Rafael Câmara e o australiano James Wharton. Enquanto seus companheiros batalharam pelo título, com Câmara se sagrando campeão após a etapa de Barcelona, vencida por Wharton, Ugochukwu conseguiu um terceiro lugar na corrida 2 da Hungria e ainda foi desclassificado das duas corridas da rodada de Paul Ricard, por conta de uma troca excessiva de motores feita por sua equipe. Mas perto do final da temporada, o novaiorquino venceu a corrida 1 de Monza, na qual também fez a pole, e assim, ele encerrou o ano com 76 pontos, ficando na 11ª posição.

### Grande Prêmio de Macau
Em novembro de 2023, Ugochukwu competiu no Grande Prêmio de Macau, prova extracampeonato da Fórmula 3, com a Trident. Ele foi o nono na classificação, colidiu com Dan Ticktum na corrida classificatória, mas se recuperou e encerrou a prova em décimo quinto.
Em novembro de 2024, Ugochukwu participou novamente do Grande Prêmio de Macau, que passou a ser prova extracampeonato da Fórmula Regional, e o novaiorquino correu pela equipe R-ace GP. Em uma corrida marcada pela forte chuva e pelos múltiplos acidentes, Ugochukwu se destacou ao ser o mais rápido na classificação, vencer a corrida classificatória e vencer a prova de ponta a ponta, se tornando o primeiro campeão mundial de Fórmula Regional, o primeiro norte-americano a ganhar desde Bob Earl em 1981 e o primeiro piloto afrodescendente a triunfar nessa prova.

### Fórmula 3
Ugochukwu participou dos testes de pós-temporada do Campeonato de Fórmula 3 da FIA de 2023 com Rodin Carlin.
Em outubro de 2024, Ugochukwu foi anunciado como novo contratado da Prema Racing para a temporada de 2025. Ele tem como companheiros o mexicano Noel León e o italiano Brando Badoer. No mesmo mês, Ugochukwu participou dos testes de pós-temporada da F3 em Jerez pela Prema, juntamente com León e Badoer.

### Fórmula 1
Após sua vitória no Campeonato Europeu de Karting Júnior da FIA OK com a Sauber Karting Team em 2020, Ugochukwu assinou um contrato de longo prazo com o Programa de Desenvolvimento de Pilotos da McLaren em 2021 para facilitar sua transição das categorias de base para as categorias principais.

### Fórmula E
Em maio de 2024, a McLaren Formula E Team anunciou que Ugochukwu e Grégoire Saucy seriam os pilotos da equipe durante o teste oficial de novatos no ePrix de Berlim.

## Resultados

### Resumo da carreira
| Temporada | Categoria                            | Equipe                        | Corridas | Vitórias | Poles | VMR | Pódios | Pontos | Posição |
| --------- | ------------------------------------ | ----------------------------- | -------- | -------- | ----- | --- | ------ | ------ | ------- |
| 2022      | Fórmula 4 britânica                  | Carlin                        | 30       | 2        | 3     | 8   | 11     | 290    | 3º      |
| 2022      | ADAC Fórmula 4                       | Prema Racing                  | 6        | 0        | 0     | 0   | 2      | 0      | NC†     |
| 2022      | Fórmula 4 Italiana                   | Prema Racing                  | 6        | 0        | 0     | 0   | 4      | 84     | 10º     |
| 2023      | Fórmula 4 dos Emirados Árabes Unidos | Prema Racing                  | 15       | 5        | 2     | 4   | 8      | 185    | 3º      |
| 2023      | Fórmula 4 Italiana                   | Prema Racing                  | 21       | 3        | 3     | 4   | 13     | 280    | 2º      |
| 2023      | Campeonato Euro 4                    | Prema Racing                  | 9        | 3        | 1     | 2   | 5      | 193    | 1º      |
| 2023      | Grande Prêmio de Macau               | Trident                       | 1        | 0        | 0     | 0   | 0      | N/A    | 15º     |
| 2024      | Fórmula Regional do Oriente Médio    | Mumbai Falcons Racing Limited | 15       | 0        | 0     | 0   | 3      | 105    | 7º      |
| 2024      | Fórmula Regional Europeia            | Prema Racing                  | 20       | 1        | 1     | 0   | 2      | 76     | 11º     |
| 2024      | Campeonato GB3                       | Rodin Motorsport              | 11       | 0        | 0     | 0   | 3      | 185    | 13º     |
| 2024      | Grande Prêmio de Macau               | R-ace GP                      | 1        | 1        | 1     | 0   | 1      | N/A    | 1º      |
| 2025      | Fórmula 3                            | Prema Racing                  | 0        | 0        | 0     | 0   | 0      | *      | *       |
| Fontes:   |                                      |                               |          |          |       |     |        |        |         |

(*) Temporada ainda em andamento.

(†) Piloto convidado e inelegível para marcar pontos.

### Resultados completos do Grande Prêmio de Macau
| Ano  | Equipe             | Carro           | Classificação | Corrida classificatória | Corrida |
| ---- | ------------------ | --------------- | ------------- | ----------------------- | ------- |
| 2023 | Trident Motorsport | Dallara F3 2019 | 9º            | DNF                     | 15º     |
| 2024 | R-ace GP           | Tatuus F3 T318  | 1º            | 1º                      | 1º      |